# هاري بروس (سياسي)
هاري بروس (بالإنجليزية: Harry Bruce)‏ هو سياسي أسترالي، ولد في 16 مايو 1884 في أستراليا، وتوفي في 11 أكتوبر 1958 في كانبرا في أستراليا. حزبياً، نشط في حزب العمال الأسترالي. وقد انتخب عضو مجلس النواب الأسترالي عن دائرة Division of Leichhardt ‏ (28 أبريل 1951 – 11 أكتوبر 1958) وانتخب عضو المجلس التشريعي ولاية كوينزلاند.